# Savvas Kofidis
Savvas Kofidis grekiska: Σάββάς ΚωΦίδης), född 5 februari 1961, är en grekisk fotbollstränare och före detta spelare.

## Spelarkarriär
Kofidis startade sin karriär i Iraklis där han spelade sju säsonger innan han flyttade till storklubben Olympiakos. 1992 gick Kofidis vidare till Aris, lokalrivaler till Iraklis, där han spelade fem år innan han återvände till Iraklis för att avsluta sin karriär.
Savvas Kofidis spelade även 67 landskamper för Greklands landslag där han gjorde ett mål (mot Israel 1985). Han avslutade sin landslagskarriär efter VM 1994, där han spelade i samtliga av Greklands tre förlustmatcher.

## Tränarkarriär
2002 blev Kofidis assisterande tränare i sin gamla klubb Iraklis, först åt Ivan Jovanović och senare även till Sergio Markarián. När Markarián avgick så fick Kofidis förtroendet som huvudtränare. Hans första år som huvudansvarig slutade i succé då han tog klubben till en fjärdeplats, vilket innebar spel i UEFA-cupen. Under sommaren så såldes dock många nyckelspelare då klubben hade stora skulder och Kofidis valde att avgå efter tio raka matcher utan seger och en tidig utgång från UEFA-cupen mot Wisła Kraków.
I januari 2007 blev Kofidis ny tränare i Skoda Xanthi. 30 oktober 2009 återvände Kofidis till Iraklis där han var till slutet på säsongen. Han har även varit huvudtränare ett år i Anagennisi Giannitsa.